# Tele2 Arena

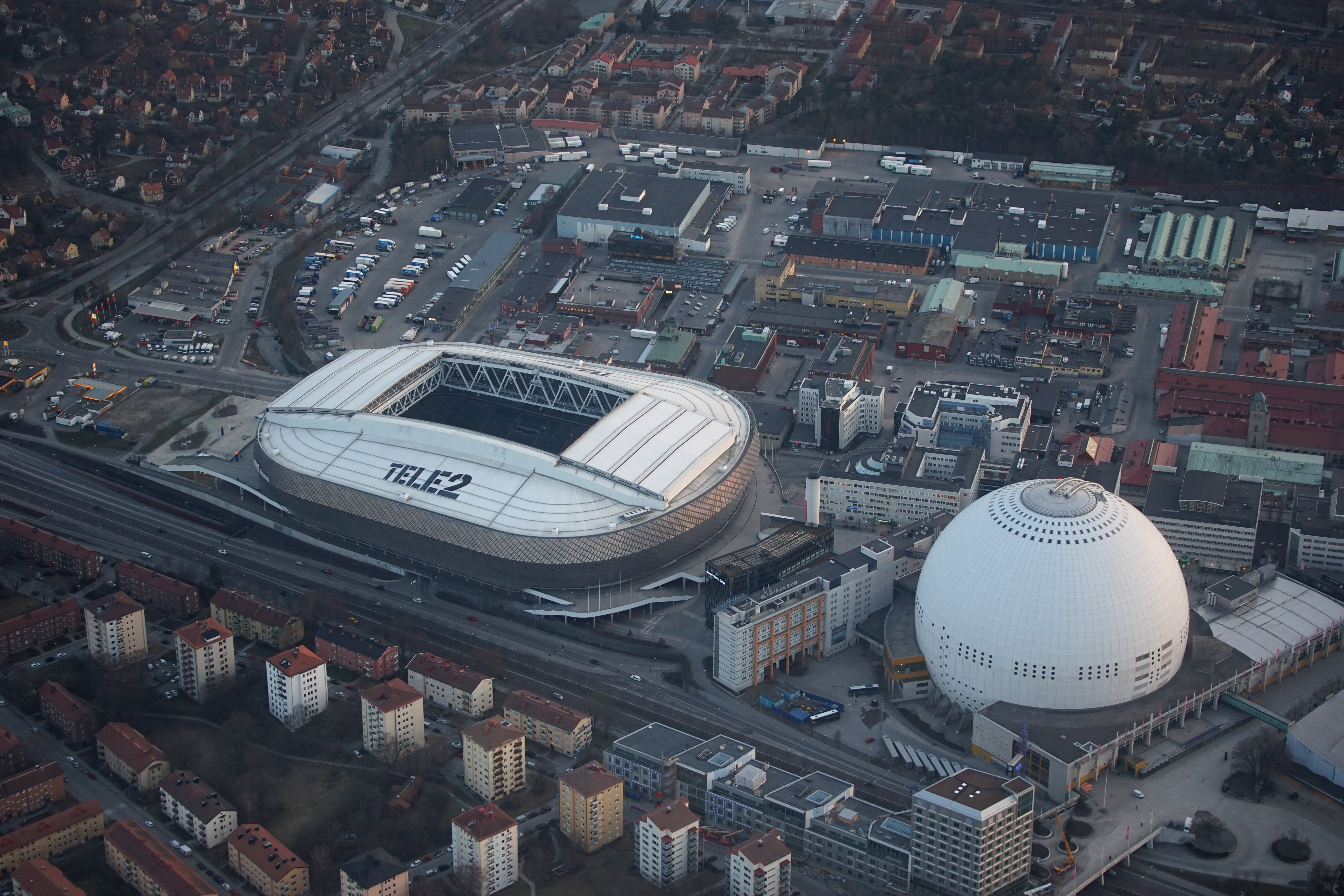
Vista aèria del Tele2 Arena i l'Ericsson Globe l'abril de 2018.

El Tele2 Arena (també anomenat Stockholmsarenan) és un estadi multiusos amb sostre retràctil situat a la ciutat d'Estocolm, Suècia És utilitzat habitualment per a la pràctica de futbol i esdeveniments artístics i té una capacitat de 28.000 espectadors per a partits de futbol. És l'estadi local dels clubs Djurgårdens IF i Hammarby IF, que actualment juguen a la primera divisió sueca Allsvenskan.